# マニフィカト
マニフィカト （ラテン語: Magnificat） 「我が心、主を崇め」は、キリスト教聖歌のひとつ。ラテン語詞文の第1語を以ってこのように呼ぶ。テキストは、『ルカによる福音書』にて
親族のエリサベツに出会った
聖母マリアの祈り（ルカ1:46-55）による。
西方教会ではカンティクムの一つとされ、マニフィカトと呼ぶほか、「聖母マリアのカンティクム」（ラテン語: Canticum Mariae, 英語: Canticle of Mary）などとも呼ぶ。マグニフィカートという呼称もある。
東方教会に起源をもつが、9世紀頃に西方教会にも取り入れられた。東方教会では早課に用いられるが、西方教会では聖務日課（時課／時祷）の「晩の祈り／夕の祈り」（晩課／晩祷、ラテン語: Vesperae、ヴェスペレ）に用いられる7。
現在、正教会では、主に日曜の早課において、9つのイルモスの前に歌われる。一句ごとにマリヤへの賛詞「ヘルウィムより尊くセラフィムに並びなく栄え、操を破らずして神ことばを生みし、実の生神女たる爾（なんじ）を崇め誉む（あがめほむ）」をはさんで歌う。

## テキスト
- これらのあとに、栄唱/小栄唱（Gloria Patri）を続けて歌いまたは唱える。

### ラテン語
- ノヴァ・ヴルガータ[1]

Magnificat anima mea Dominum,

et exsultavit spiritus meus in Deo salutari meo,

quia respexit humilitatem ancillae suae.

Ecce enim ex hoc beatam me dicent omnes generationes,

quia fecit mihi magna, qui potens est,

et sanctum nomen eius,

et misericordia eius in progenies et progenies

timentibus eum.

Fecit potentiam in brachio suo,

dispersit superbos mente cordis sui;

deposuit potentes de sede

et exaltavit humiles;

esurientes implevit bonis

et divites dimisit inanes.

Suscepit Israel puerum suum,

recordatus misericordiae,

sicut locutus est ad patres nostros,

Abraham et semini eius in saecula.

### 英語
- 1662年版英国聖公会祈祷書[2]

My soul doth magnify the Lord : and my spirit hath rejoiced in God my Saviour.

For he hath regarded : the lowliness of his handmaiden.

For behold, from henceforth : all generations shall call me blessed.

For he that is mighty hath magnified me : and holy is his Name.

And his mercy is on them that fear him : throughout all generations.

He hath shewed strength with his arm : he hath scattered the proud in the imagination of their hearts.

He hath put down the mighty from their seat : and hath exalted the humble and meek.

He hath filled the hungry with good things : and the rich he hath sent empty away.

He remembering his mercy hath holpen his servant Israel : as he promised to our forefathers, Abraham and his seed for ever.

### 日本語

#### 文語訳
- 日本聖公会文語訳、「聖なるおとめマリヤの頌」[3]

わが心、主をあがめ　わが霊は、わが救い主なる神を喜びまつる

そのはしための卑しきをも　顧みたまえばなり

見よ今よりのち、よろずよの人われを幸いとせん　全能者われに大いなることをなしたまえばなり

その御名は聖なり　そのあわれみは世々かしこみ恐るる者に臨むなり

神は御腕にて力をあらわし　心のおもいのおごれる者をちらし

勢いある者を位よりおろし　卑しき者を高うし

飢えたる者をよき物に飽かせ　富める者をむなしく去らせたもう

また我らの先祖に告げたまいしごとく、アブラハムとそのすえとに対するあわれみを　とこしえに忘れじと、しもべイスラエルを助けたまえり

#### 口語訳
- 新共同訳聖書[4]

わたしの魂は主をあがめ、

わたしの霊は救い主である神を喜びたたえます。

身分の低い、この主のはしためにも

　　目を留めてくださったからです。

　今から後、いつの世の人も

　　わたしを幸いな者と言うでしょう、

力ある方が、

　　わたしに偉大なことをなさいましたから。

　その御名は尊く、

その憐れみは代々に限りなく、

　主を畏れる者に及びます。

主はその腕で力を振るい、

　思い上がる者を打ち散らし、

権力ある者をその座から引き降ろし、

　身分の低い者を高く上げ、

飢えた人を良い物で満たし、

　富める者を空腹のまま追い返されます。

その僕イスラエルを受け入れて、

　憐れみをお忘れになりません、

わたしたちの先祖におっしゃったとおり、

　アブラハムとその子孫に対してとこしえに。
- カトリック教会口語訳、「聖母マリアの歌」[5]

わたしは神をあがめ、

わたしの心は神の救いによろこびおどる。

神は卑しいはしためを顧みられ、

いつの代の人もわたしを幸せな者と呼ぶ。

神はわたしに偉大なわざを行われた。

その名は尊く、あわれみは代々、神を畏れ敬う人の上に。

神はその力を表し、思い上がる者を打ち砕き、

権力をふるう者をその座から下ろし、

見捨てられた人を高められる。

飢えに苦しむ人はよいもので満たされ、

おごり暮らす者はむなしくなって帰る。

神はいつくしみを忘れることなく、しもべイスラエルを助けられた。

わたしたちの祖先、

アブラハムとその子孫に約束されたように。
- 日本聖公会口語訳、「マリヤの賛歌」[6]

わたしの魂は主をあがめ　わたしの霊は救い主である神を喜びたたえる

神はこの貧しい女にも　目を留められた

今から後いつの世の人も　わたしを幸いな女と呼ぶ

力ある方が　わたしに偉大なみ業をなさったから

主のみ名は聖　その憐れみは世々、主を敬い畏れる人に

主はみ腕の力を振るい　思い上がる者を打ち散らし

権力を振るう者をその座から下ろし　身分の低い人を引き上げ

飢えた人を良い物で満たし　富んでいる人をむなしく追い返される

神は父祖アブラハムとその子孫に　永遠に約束されたように

憐れみを忘れず　僕（しもべ）イスラエルを助けられた

## 曲
西方教会の聖歌として最も基礎とされてきたグレゴリオ聖歌の中には、教会旋法8種類の旋律が誌されている。
管弦楽と合唱などを用いた音楽作品としては、クラウディオ・モンテヴェルディ、ヨハン・ゼバスティアン・バッハ（マニフィカト (バッハ)、BWV.243）の曲が有名である。